# Cynegils wessexi király
Cynegils (590 k. – 643) wessexi király 611-től haláláig; az első uralkodó, aki fölvette a kereszténységet.
Fiával Cwichelmmel összefogva 614-ben az oxfordshire-i Bamptonnál megverte az előrenyomuló britonokat. Cwichelm azzal igyekezett megtörni Eadwine northumbriai király egyre nagyobb hatalmát, hogy orgyilkosokat küldött rá. A kísérlet azonban meghiúsult; 626-ban a nyugati szászok csatát vesztettek, s kénytelnek voltak elismerni Eadwine fennhatóságát.
Cynegils ezután 628-ban Cirencesternél a merciai Pendával csapott össze. Ismét vereséget szenvedett, és nagyon valószínű, hogy birtokainak egy részét kénytelen volt átengedni Merciának. 635-ben keresztény hitre tért, és megkeresztelkedett az oxfordshire-i Dorchesterben, ahol később püspökséget alapított. A trónon fia, Cenwalh követte.